# Палоташ, Йожеф
Йожеф Палоташ (венг. Palotás József; 14 мая 1911 — 16 ноября 1957) — венгерский борец, призёр Олимпийских игр.

## Биография
Родился в 1911 году в Будапеште. В 1936 году на Олимпийских играх в Берлине Йожеф Палоташ  завоевал бронзовую медаль в греко-римской борьбе. В 1937 году на чемпионате Европы он завоевал бронзовую медаль в вольной борьбе.